# Cartello di Beltrán Leyva
Il cartello di Beltrán Leyva (in spagnolo: Cártel de los Beltrán Leyva o CBL) è un cartello della droga messicano fondato dai quattro fratelli Beltrán Leyva, Marcos Arturo, Carlos, Alfredo e Héctor, nel 2008.
Il cartello fu responsabile del trasporto e vendita di cocaina e della produzione e vendita di marijuana ed eroina.
Controllava numerosi corridoi per il traffico di droga ed era coinvolto in traffico di esseri umani, riciclaggio di denaro, estorsione, rapina e omicidio.
Una volta era uno dei più potenti cartelli della droga ed aveva anche infiltrati in diverse agenzie governative messicane e nella interpol messicana. Il suo ultimo capo conosciuto era Héctor Beltrán Leyva o "El Ingeniero", "El H", arrestato a San Miguel de Allende, nello Stato centrale di Guanajuato, nel settembre del 2014. La taglia su di lui era multimilionaria sia da parte del governo messicano che da quello statunitense.
Dopo la cattura l'11 agosto 2011 di uno degli ex maggiori "colonnelli" le autorità messicane hanno dichiarato il cartello messicano abbandonato ed estinto.
Il successore di Héctor Beltrán Leyva, Juan Francisco Patrón Sanchez o "El H2", è stato ucciso il giorno 11 febbraio 2017 per merito di un'operazione della polizia federale messicana. 
Il capo del cartello si trovava in una fattoria nella città di Tepic (Stato di Nayarit), quando è stato raggiunto da colpi di mitragliatrice sparati da un elicottero da combattimento della Marina messicana a seguito di uno scontro a fuoco con i narcos. Con lui hanno perso la vita anche 12 sicari.
"El H2" aveva preso il controllo del traffico di stupefacenti e altre attività criminali a Sinaloa e Jalisco dopo la cattura de "El Chapo" Guzman.

## Latitanti
- Arturo Beltrán Leyva, o "Jefe de Jefes",[2] "El Barbas",[3] "El Botas Blancas",[3] "La Muerte"[3] - Ucciso a dicembre 2009[4]
- Sergio Villarreal Barragán, o "El Grande"[5] "Comeniños",[6] King Kong[6] - Catturato a settembre 2010[7]
- Edgar Valdez Villareal, o "La Barbie";[8][9] "El Comandante";[8] "El Guero"[8] - Catturato ad agosto 2010[10][11]